# いかづち (護衛艦・初代)
いかづち （ローマ字：JDS Ikazuchi, DE-202、YAC-30）は、海上自衛隊の護衛艦。いかづち型護衛艦の1番艦。旧海軍の雷型駆逐艦「雷」、吹雪型駆逐艦「雷」に続き日本の艦艇としては3代目。

## 艦歴
「いかづち」は、昭和28年度計画乙型警備艦1202号艦として、川崎重工業神戸造船所で1954年12月18日に起工され、1955年9月6日に進水、1956年5月29日に就役し、呉地方隊に編入された。
1956年8月1日、第1護衛隊群隷下に第7護衛隊が新編され「あけぼの」、「いなづま」とともに編入された。
1958年12月11日から1959年3月25日の間で川崎重工神戸造船所において特別改装工事が実施され、54式50口径3インチ単装砲をMk.34 50口径3インチ単装速射砲に換装、前部の40mm連装機関砲を撤去し、艦橋上の射撃指揮装置をMk.51からMk.63に換装、Mk.34射撃用レーダーも搭載された。また、戦闘区画諸室への冷房装置が施された。
1964年12月10日、第7護衛隊が第3護衛隊群隷下に編成替え。
1969年3月15日、第7護衛隊が呉地方隊隷下に編成替え。
1976年3月31日、保管船に種別変更され、艦籍番号がYAC-30に変更。江田島の海上自衛隊第1術科学校に係留され、停泊実習艦として使用された。
1983年3月30日、除籍。